# デサチュラーゼ
デサチュラーゼ（desaturase）は、炭化水素鎖から2個の水素原子を除去する酵素で、炭素-炭素二重結合を生成する。不飽和化酵素とも。デサチュラーゼは以下のように分類される。
- Δ - 脂肪酸のカルボニル基から決まった位置に二重結合を作る。（例：Δ9デサチュラーゼはカルボニル末端から9番目の位置に二重結合を作る。）
- ω - 脂肪酸のメチル末端から特定の位置に二重結合を作る。（例：ω3デサチュラーゼ）

必須脂肪酸の生合成では、エロンガーゼがいくつかの異なるデサチュラーゼとともに繰り返しエチル基を挿入し、二重結合を形成していく。

## ヒトの代謝での役割
ヒトにはΔ9デサチュラーゼ、Δ6デサチュラーゼ、Δ5デサチュラーゼ、の3種が存在する。Δ6とΔ5デサチュラーゼ生産のための遺伝コードは11番染色体に位置している。

### オレイン酸の合成
ステアロイルCoA 9-デサチュラーゼとして知られるΔ9デサチュラーゼは、人体の全細胞の至る所に存在し、一価不飽和のオレイン酸の合成に使われる。Δ9デサチュラーゼは、体内でパルミチン酸から合成されたか外部から直接摂取されたステアリン酸を不飽和化することによってオレイン酸を合成する。融点69.9℃のステアリン酸が融点16.3℃のオレイン酸に変換されることにより、体温下での脂肪酸又は脂肪としての液体の性状を保つ。

### リノール酸からアラキドン酸の合成
Δ6デサチュラーゼは、リノレオイルCoAデサチュラーゼとも呼ばれ、必須脂肪酸である18:2(n-6)のリノール酸のΔ6の位置に不飽和結合を作ることにより18:3(n-6)のγ-リノレン酸を合成する。γ-リノレン酸は炭素2個分伸張されて20:3(n-6)のジホモ-γ-リノレン酸を生成し、これがΔ5デサチュラーゼによりジホモ-γ-リノレン酸のΔ5の位置に不飽和結合を作ることにより20:4(n-6)のアラキドン酸を合成する。

必須脂肪酸の代謝経路とエイコサノイドの形成

### α-リノレン酸からドコサヘキサエン酸の合成
Δ6デサチュラーゼは必須脂肪酸である18:3(n-3)のα-リノレン酸のΔ6の位置に不飽和結合を作り炭素2個伸張して20:4(n-3)エイコサテトラエン酸を合成する。エイコサテトラエン酸はΔ5デサチュラーゼにより20:5(n-3)エイコサペンタエン酸を合成する。エイコサペンタエン酸は22:6(n-3)ドコサヘキサエン酸（DHA）のような高度不飽和脂肪酸の合成に必要とされる。これは、エロンガーゼとデサチュラーゼによる連続的な反応を必要とする多段階過程である。
ヒトでは、DHAは食品から摂取される以外に、2つの経路によって代謝生産される。どちらもエイコサペンタエン酸からであるが、中間生成物が異なる。
ひとつはエイコサペンタエン酸を原料とし、エロンガーゼによって2炭素増炭されドコサペンタエン酸22:5(n-3) がつくられた後、Δ4-デサチュラーゼによって水素が引き抜かれて生成する過程である。
もうひとつの経路は、ペルオキシソームあるいはミトコンドリア中で進行すると考えられているもので、エイコサペンタエン酸が2回2炭素増炭されて24:5(n-3)となった後、Δ6デサチュラーゼにより不飽和化されて24:6(n-3)となり、その後β酸化によって炭素2個分が切断され22:6(n-3)のDHAが生成する。この経路は"Sprecher's shunt" として知られている。

## 植物の代謝での役割
植物中で、オレイン酸から、ω6位に二重結合を作るΔ12-脂肪酸デサチュラーゼ によりオレイン酸の二重結合が一個増えてリノール酸が生成され、ついでω3位に二重結合を作るΔ15-脂肪酸デサチュラーゼ によりリノール酸の二重結合が一個増えてα-リノレン酸が生成される。動物の体内にはリノール酸もα-リノレン酸も作る酵素が存在しないので、これらの不飽和脂肪酸を必須脂肪酸として摂取しなければならない。

## その他のデサチュラーゼ
酸化還元酵素#EC.1.14.19.-（2電子酸化により分子状酸素が還元され二分子の水になる）を参照のこと。